# 西半球暖池

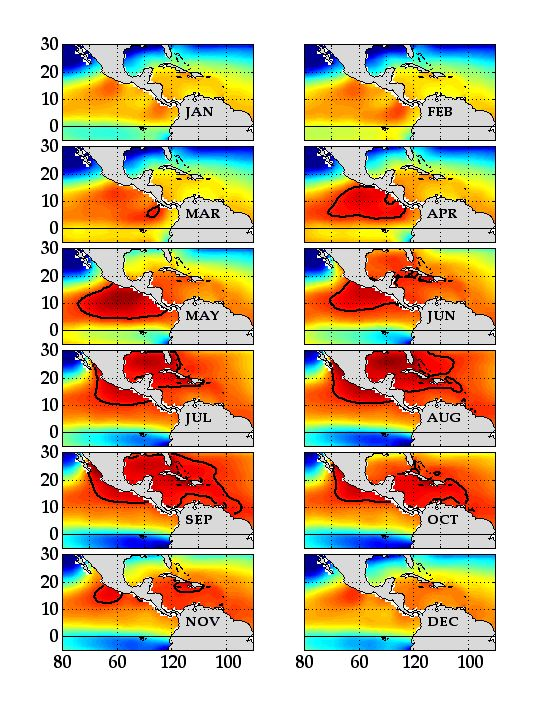
西半球暖池的年度週期

西半球暖池暖池是表層海水最熱處，位於國際換日線西側的赤道太平洋。暖池的東方近南美洲處，有一舌狀冷水分布，稱為「冷舌」。暖池和冷舌的縮減，常被用以預報「聖嬰現象」。